# Eurypon encrusta
Eurypon encrusta är en svampdjursart som först beskrevs av Thomas 1981.  Eurypon encrusta ingår i släktet Eurypon och familjen Raspailiidae. Inga underarter finns listade i Catalogue of Life.